# Sustancia gris central

Sección a través del colículo superior que muestra el trayecto del nervio oculomotor. La sustancia gris periacueductal es el área gris justo en la periferia del acueducto cerebral.

La sustancia gris central o sustancia gris periacueductal es la sustancia gris que rodea el acueducto cerebral en el mesencéfalo. Su función esencial se basa en reducir el dolor excesivo, sobre todo en circunstancias especiales. A esta sustancia llega información desde las vías eferentes del hipotálamo. Además también llegan vías aferentes que provienen del núcleo de Nageotte el cual está relacionado con la vía sensorial gustativa. Esta conexión con la vía gustativa tiene relación con la atenuación de sensaciones dolorosas producidas por sustancias ácidas o básicas que actúan sobre los receptores gustativos.